# Florian Raudaschl
Florian Raudaschl (ur. 23 maja 1978 w Bad Ischl) – austriacki żeglarz, olimpijczyk. Syn Huberta Raudaschla.
Uczestniczył w Letnich Igrzyskach Olimpijskich 2012 w klasie Finn zajmując ostatecznie 23. lokatę.